# 芸能界1000人大調査!プライベート完全データ化スペシャル
『芸能界1000人大調査!プライベート完全データ化スペシャル』（げいのうかいせんにんだいちょうさ プライベートかんぜんデータかスペシャル）は、読売テレビの制作により日本テレビ系列で放送されたバラエティ番組特別番組。2010年9月23日に放送された。

## 内容
芸能人1000人のプライベートを徹底リサーチし、芸能人の趣味や特技、驚きのコレクションなどを完全データ化する。それぞれの分野に熱い思い入れを持つ芸能人が集まり、そのこだわりを熱弁する。

## 出演者

### 司会
- 堺正章
- 久本雅美

## 放送日時
| 回 | 放送日時                   | 視聴率 |
| -- | -------------------------- | ------ |
| 1  | 2010年9月23日21:00 - 22:48 | 9.9%   |

## スタッフ
- ディレクター：小野努、金城聖門／笠原裕明、前川善郎、鈴木康浩、小野哲司、新沢学、及川博志、地濃愛、小林ちひろ
- 構成：松井洋介、すずきB、一文無隼人／榊暁彦、高野健生
- リサーチ：フリード、フルタイム、ワンバイワン
- スタジオ技術
  - TP：深谷高史
  - SW：岩田一己
  - CAM：小出豊
  - 音声：高橋幸則
  - VE：宮本学
  - 照明：平井治雄
- 音効：磯川浩己、遠藤治朗
- TK：葛貫明子
- ロケ技術
  - TD：岸賢俊
  - CAM：中祖信也
  - VE：園田清隆
- 編集：稲塚祐子、尾崎博樹
- MA：浜口崇
- 美術：尾前江美（読売テレビ）、永田勝明
- 美術進行：矢野雄一郎
- メイク：永冨一恵
- スタッフ協力：ニユーテレス、フジアール、NiTRo、サウンドエフェクト、mabu、教映社
- 協力：クロスブリード、U-FIELD、ダイナマイトレボリューションカンパニー、ワイズビジョン、オフィス・ハイウェイ、ビーオネスト
- 宣伝：今村紀彦（読売テレビ）
- 制作デスク：楠村朋子、山本美沙恵
- AP：向井美科、古川茜、三枝英治
- キャスティング：荒巻由希子、田村力
- 協力プロデューサー：藤山高浩、菊井徳明
- プロデューサー：勝田恒次（読売テレビ）、西田治朋（クロスブリード）／上原敏明（U-FIELD）、齋藤智札（ダイナマイトレボリューションカンパニー）
- チーフプロデューサー：木谷俊樹・西田二郎（読売テレビ）
- 製作著作：読売テレビ